# Lijst van voetbalinterlands Engeland - Paraguay
Deze lijst van voetbalinterlands is een overzicht van alle officiële voetbalwedstrijden tussen de nationale teams van Engeland en Paraguay. De landen speelden tot op heden drie keer tegen elkaar. Het eerste duel, een achtste finale tijdens het Wereldkampioenschap voetbal 1986, werd gespeeld in Mexico-Stad op 18 juni 1986. De laatste ontmoeting, een groepswedstrijd tijdens het Wereldkampioenschap voetbal 2006, vond plaats op 10 juni 2006 in Frankfurt am Main (Duitsland).

## Wedstrijden
| № | Plaats            | Datum         | Competitie        | Wedstrijd           | Uitslag |
| - | ----------------- | ------------- | ----------------- | ------------------- | ------- |
| 1 | Mexico-Stad       | 18 juni 1986  | WK 1986           | Engeland – Paraguay | 3 – 0   |
| 2 | Liverpool         | 17 april 2002 | Vriendschappelijk | Engeland – Paraguay | 4 – 0   |
| 3 | Frankfurt am Main | 10 juni 2006  | WK 2006           | Engeland – Paraguay | 1 – 0   |

## Samenvatting
| Competitie        | Totaal gespeeld | Winst Engeland | Gelijk | Winst Paraguay | Doelsaldo Engeland – Paraguay |
| ----------------- | --------------- | -------------- | ------ | -------------- | ----------------------------- |
| WK-eindronde      | 2               | 2              | 0      | 0              | 4 − 0                         |
| Vriendschappelijk | 1               | 1              | 0      | 0              | 4 − 0                         |
| Totaal            | 3               | 3              | 0      | 0              | 8 − 0                         |

Wedstrijden bepaald door strafschoppen worden, in lijn met de FIFA, als een gelijkspel gerekend.

## Details

### Eerste ontmoeting
| WK 1986 (Mexico-Stad, Mexico, 18 juni 1986): |              | |
| Engeland | 3 – 0        | Paraguay |
| Gary Lineker 32' Peter Beardsley 56' Gary Lineker 72' | goals        | |
| Bobby Robson | bondscoach   | Cayetano Ré |
| Peter Shilton Gary M. Stevens Kenny Sansom Terry Butcher Alvin Martin Glenn Hoddle Trevor Steven Peter Reid 57' Steve Hodge Gary Lineker Peter Beardsley 81' | opstellingen | Roberto Fernández 85' Juan Batista Torales Vladimir Schettina Rogelio Delgado César Zabala Adolfino Cañete Julio César Romero Jorge Amado Nuñez Bunaventura Ferreira Roberto Cabañas Alfredo Damián Mendoza |
| Gary A. Stevens 57' Mark Hateley 81' | wissels      | 85' Jorge Guasch |
| Alvin Martin 37' Steve Hodge 67' | gele kaarten | 60' Jorge Amado Nuñez |

### Tweede ontmoeting
| Vriendschappelijk (Liverpool, Engeland, 17 april 2002): |              | |
| Engeland | 4 – 0        | Paraguay |
| Michael Owen 4' Danny Murphy 47' Darius Vassell 55' Celso Ayala 81' (e.d.) | goals        | |
| Sven-Göran Eriksson | bondscoach   | Cesare Maldini |
| David Seaman Gary Neville 68' Wayne Bridge 68' Steven Gerrard 46' Gareth Southgate 68' Martin Keown 46' Nicky Butt 46' Paul Scholes 46' Darius Vassell 68' Michael Owen 46' Kieron Dyer 46' | opstellingen | Ricardo Tavarelli Francisco Arce Celso Ayala 81' Carlos Gamarra Denis Caniza 57' Diego Gavilán 82' Carlos Bonet Estanislao Struway Carlos Humberto Paredes 60' José Cardozo Roque Santa Cruz |
| Owen Hargreaves 46' Danny Murphy 46' Trevor Sinclair 46' Danny Mills 46' Joe Cole 46' Robbie Fowler 46' Jamie Carragher 68' Phil Neville 68' Teddy Sheringham 68' Frank Lampard 68'         | wissels      | 57' Pedro Sarabia 60' Richart Báez 81' Julio César Cáceres 82' Gustavo Morínigo |
| - Debuut van Julio César Cáceres voor Paraguay. |              | |

### Derde ontmoeting
| WK 2006 (Frankfurt am Main, Duitsland, 10 juni 2006):                                                                                                 |              | |
| Engeland | 1 – 0        | Paraguay |
| Carlos Gamarra 4' (e.d.) | goals        | |
| Sven-Göran Eriksson | bondscoach   | Aníbal Ruiz |
| Paul Robinson Gary Neville Rio Ferdinand John Terry Ashley Cole David Beckham Steven Gerrard Frank Lampard Joe Cole 83' Michael Owen 56' Peter Crouch | opstellingen | 8' Justo Villar 68' Carlos Bonet Julio César Cáceres Carlos Gamarra 82' Delio Toledo Denis Caniza Roberto Acuña Carlos Paredes Cristian Riveros Roque Santa Cruz Nelson Valdez |
| Stewart Downing 56' Owen Hargreaves 83' | wissels      | 8' Aldo Bobadilla 68' Nelson Cuevas 82' Jorge Núñez |
| Steven Gerrard 19' Peter Crouch 63' | gele kaarten | 22' Nelson Valdez |

FA · A-internationals · Selecties · Bondscoaches · Engels vrouwenelftal · Brits olympisch elftal · Engeland -21 · Engeland -20 · Engeland -19 · Engeland -18 · Engeland -17 · Engeland -16 · Vrouwen -17
1872 – 1899 ·
1900 – 1919 ·
1920 – 1929 ·
1930 – 1939 ·
1940 – 1949 ·
1950 – 1959 ·
1960 – 1969 ·
1970 – 1979 ·
1980 – 1989 ·
1990 – 1999 ·
2000 – 2009 ·
2010 – 2019 ·
2020 − 2029
EK's: 1968 ·
1980 ·
1988 ·
1992 ·
1996 ·
2000 ·
2004 ·
2012 · 
2016 · 
2020 · 
2024
WK's: 1950 ·
1954 ·
1958 ·
1962 ·
1966 ·
1970 ·
1982 ·
1986 ·
1990 ·
1998 ·
2002 ·
2006 ·
2010 ·
2014 ·
2018 · 
2022
Albanië ·
Algerije ·
Andorra ·
Argentinië ·
Australië ·
Azerbeidzjan ·
België ·
Bosnië en Herzegovina ·
Brazilië ·
Bulgarije ·
Canada ·
Chili ·
China ·
Colombia ·
Costa Rica ·
Cyprus ·
Denemarken ·
DDR · 
Duitsland ·
Ecuador ·
Egypte ·
Estland ·
Finland ·
Frankrijk ·
Georgië ·
Ghana ·
GOS ·
Griekenland ·
Honduras ·
Hongarije ·
Ierland ·
IJsland · 
Iran ·
Israël ·
Italië ·
Ivoorkust ·
Jamaica ·
Japan ·
Joegoslavië ·
Kameroen ·
Kazachstan ·
Koeweit ·
Kosovo ·
Kroatië ·
Liechtenstein ·
Litouwen ·
Luxemburg ·
Maleisië ·
Malta ·
Marokko ·
Mexico ·
Moldavië ·
Montenegro ·
Nederland ·
Nieuw-Zeeland ·
Nigeria ·
Noord-Ierland ·
Noord-Macedonië ·
Noorwegen ·
Oekraïne ·
Oostenrijk ·
Panama · 
Paraguay ·
Peru · 
Polen ·
Portugal ·
Roemenië ·
Rusland ·
San Marino · 
Saoedi-Arabië ·
Schotland ·
Senegal ·
Servië ·
Servië en Montenegro · 
Slovenië ·
Slowakije ·
Sovjet-Unie ·
Spanje ·
Trinidad en Tobago ·
Tsjechië ·
Tsjecho-Slowakije ·
Tunesië ·
Turkije ·
Uruguay ·
Verenigde Staten ·
Wales ·
Wit-Rusland ·
Zuid-Afrika ·
Zuid-Korea ·
Zweden ·
Zwitserland
Algerije (2010) · 
Argentinië (1986) · 
Argentinië (1998) · 
Argentinië (2002) · 
België (1990) · 
België (2018, 1) · 
België (2018, 2) · 
Brazilië (2002) · 
Colombia (1998) ·
Colombia (2018) ·
Costa Rica (2014) ·
Denemarken (2002) ·
Denemarken (2021) · 
Duitsland (2000) ·
Duitsland (2010) ·
Duitsland (2021) ·
Ecuador (2006) ·
Egypte (1990) ·
Frankrijk (1982) ·
Frankrijk (2012) ·
Frankrijk (2022) ·
Ierland (1990) · 
IJsland (2016) ·
Italië (1990) · 
Italië (2012) · 
Italië (2014) · 
Italië (2021) · 
Kameroen (1990) · 
Koeweit (1982) · 
Kroatië (2018) ·
Kroatië (2021) · 
Marokko (1986) · 
Nederland (1990) · 
Nigeria (2002) · 
Oekraïne (2012) · 
Oekraïne (2021) ·
Panama (2018) · 
Paraguay (1986) · 
Paraguay (2006) · 
Polen (1986) · 
Portugal (1986) · 
Portugal (2000) · 
Portugal (2006) · 
Roemenië (1998) ·
Roemenië (2000) ·
Rusland (2016) ·
Schotland (2021) ·
Senegal (2022) ·
Slovenië (2010) ·
Slowakije (2016) ·
Spanje (1982) ·
Spanje (2024) ·
Trinidad en Tobago (2006) ·
Tsjechië (2021) ·
Tsjecho-Slowakije (1982) ·
Tunesië (1998) ·
Tunesië (2018) ·
Uruguay (2014) ·
Verenigde Staten (2010) ·
Wales (2016) · 
West-Duitsland (1966) ·
West-Duitsland (1982) ·
West-Duitsland (1990) ·
Zweden (2002) ·
Zweden (2006) · 
Zweden (2012)
APF · A-internationals · Selecties · Bondscoaches · Paraguayaans vrouwenelftal · Paraguay U21 · Paraguay U20 · Paraguay U19 · Paraguay U18 · Paraguay U17
1919 – 1929 · 
1930 – 1939 · 
1940 – 1949 · 
1950 – 1959 · 
1960 – 1969 · 
1970 – 1979 · 
1980 – 1989 · 
1990 – 1999 · 
2000 – 2009 · 
2010 – 2019 ·
2020 − 2029
WK 1930 · 
WK 1950 · 
WK 1958 · 
WK 1986 · 
WK 1998 · 
WK 2002 · 
WK 2006 · 
WK 2010
OS 1992 · 
OS 2004
1919 · 
1920 · 
1921 · 
1922 · 
1923 · 
1924 · 
1925 · 
1926 · 
1927 · 
1928 · 
1929 · 
1930 · 
1931 · 
1932–1936 · 
1937 · 
1938 · 
1939 · 
1940 · 
1941 · 
1942 · 
1943 · 
1944 · 
1945 · 
1946 · 
1947 · 
1948 · 
1949 · 
1950 · 
1951–1952 · 
1953 · 
1954 · 
1955 · 
1956 · 
1957 · 
1958 · 
1959 · 
1960 · 
1961 · 
1962 · 
1963 · 
1964 · 
1965 · 
1966 · 
1967 · 
1968 · 
1969 · 
1970 · 
1971 · 
1972 · 
1973 · 
1974 · 
1975 · 
1976 · 
1977 · 
1978 · 
1979 · 
1980 · 
1981 · 
1982 · 
1983 · 
1984 · 
1985 · 
1986 · 
1987 · 
1988 · 
1989 · 
1990 · 
1991 · 
1992 · 
1993 · 
1994 · 
1995 · 
1996 · 
1997 · 
1998 · 
1999 · 
2000 · 
2001 · 
2002 · 
2003 · 
2004 · 
2005 · 
2006 · 
2007 · 
2008 · 
2009 · 
2010 · 
2011 · 
2012 · 
2013 · 
2014 · 
2015 · 
2016 ·
2017 ·
2018 ·
2019 ·
2020 ·
2021 ·
2022
Argentinië ·
Armenië ·
Australië ·
Bahrein ·
België ·
Bolivia ·
Bosnië en Herzegovina · 
Brazilië ·
Bulgarije ·
Canada ·
Chili ·
China ·
Colombia ·
Costa Rica ·
Denemarken ·
Duitsland ·
Ecuador ·
El Salvador ·
Engeland ·
Frankrijk ·
Georgië ·
Griekenland ·
Guadeloupe ·
Guatemala ·
Honduras ·
Hongarije ·
Hongkong ·
Ierland ·
Indonesië ·
Irak ·
Iran ·
Italië ·
Ivoorkust ·
Jamaica ·
Japan ·
Joegoslavië ·
Jordanië ·
Kameroen ·
Marokko ·
Mexico ·
Nederland ·
Nicaragua ·
Nieuw-Zeeland ·
Nigeria ·
Noord-Korea ·
Noord-Macedonië ·
Noorwegen ·
Oman ·
Oostenrijk ·
Panama ·
Peru ·
Polen ·
Portugal ·
Qatar ·
Roemenië ·
Saoedi-Arabië ·
Schotland ·
Servië ·
Slovenië ·
Slowakije ·
Spanje ·
Togo ·
Trinidad en Tobago ·
Tsjechië ·
Turkije ·
Uruguay ·
Venezuela ·
Verenigde Arabische Emiraten ·
Verenigde Staten ·
Wales ·
Zuid-Afrika ·
Zuid-Korea ·
Zweden
Engeland (2006) · 
Italië (2010) · 
Slovenië (2002) · 
Spanje (2002) · 
Trinidad en Tobago (2006) · 
Zuid-Afrika (2002) · 
Zweden (2006)